# Adrian Scarborough
Adrian Philip Scarborough (Melton Mowbray, 10 maggio 1968) è un attore britannico.

## Biografia
Oltre ad essere attivo in campo cinematografico e televisivo, Scarborough ha recitato in oltre venti drammi al Royal National Theatre di Londra e nel 2011 ha vinto il Laurence Olivier Award al miglior attore non protagonista in un'opera teatrale per la pièce di Terence Rattigan After the Dance in scena nel West End londinese. Nel 2020 ha nuovamente vinto lo stesso premio per Leopoldstadt di Tom Stoppard

## Filmografia parziale

### Cinema
- La pazzia di Re Giorgio (The Madness of King George), regia di Nicholas Hytner (1994)
- Nel bel mezzo di un gelido inverno (In the Bleak Midwinter), regia di Kenneth Branagh (1995)
- Love Is the Devil (Love Is the Devil: Study for a Portrait of Francis Bacon), regia di John Maybury (1998)
- Gosford Park, regia di Robert Altman (2001)
- Piccoli affari sporchi (Dirty Pretty Things), regia di Stephen Frears (2002)
- Uccidere il re (To Kill a King), regia di Mike Barker (2003)
- Bright Young Things, regia di Stephen Fry (2003)
- Il segreto di Vera Drake (Vera Drake), regia di Mike Leigh (2004)
- The History Boys, regia di Nicholas Hytner (2006)
- Diario di uno scandalo (Notes on a Scandal), regia di Richard Eyre (2006)
- Elizabeth: The Golden Age, regia di Shekhar Kapur (2007)
- Il discorso del re (The King's Speech), regia di Tom Hooper (2010)
- Les Misérables, regia di Tom Hooper (2012)
- Le regole del caos (A Little Chaos), regia di Alan Rickman (2014)
- Chesil Beach - Il segreto di una notte (On Chesil Beach), regia di Dominic Cooke (2017)
- Ritorno al Bosco dei 100 Acri (Christopher Robin), regia di Marc Forster (2018)
- Ti presento Patrick (Patrick), regia di Mandie Fletcher (2018)
- 1917, regia di Sam Mendes (2019)
- L'ultimo Vermeer (The Last Vermeer), regia di Dan Friedkin (2019)
- Artemis Fowl, regia di Kenneth Branagh (2020)

### Televisione
- Metropolitan Police – serie TV, 3 episodi (1991–2008)
- Heartbeat – serie TV, 1 episodio (2000)
- L'ispettore Barnaby (Midsomer Murders) – serie TV, episodi 5x03-10x06-18x04 (2002-2016)
- New Tricks - Nuove tracce per vecchie volpi (New Tricks) – serie TV, 1 episodio (2007)
- Gavin & Stacey – serie TV, 8 episodi (2007–2009)
- Into the Storm - La guerra di Churchill (Into the Storm), regia di Thaddeus O'Sullivan – film TV (2009)
- Psychoville – serie TV, 9 episodi (2009)
- Miranda – serie TV (2009-2015)
- Doctor Who – serie TV, 2 episodi (2012)
- Restless – miniserie TV, 1 puntata (2012)
- The Paradise – serie TV, 4 episodi (2013)
- Delitti in Paradiso (Death in Paradise) – serie TV, episodio 3x03 (2014)
- Padre Brown (Father Brown) – serie TV, 1 episodio (2015)
- L'amore e la vita - Call the Midwife (Call the Midwife) – serie TV, 1 episodio (2015)
- Crashing – serie TV, 6 episodi (2016)
- Maigret – serie TV, 1 episodio (2017)
- Piccole donne (Little Women) – miniserie TV, 1 puntata (2017)
- A Very English Scandal – miniserie TV, 1 puntata (2018)
- Killing Eve – serie TV, 3 episodi (2019)
- Sanditon – serie TV, 10 episodi (2019-2023)
- The Chelsea Detective – serie TV, 12 episodi (2022-2025)

### Doppiaggio
- Il mondo di Peter Coniglio e dei suoi amici (The World of Peter Rabbit and Friends) - serie d'animazione, 2 episodi (1993–1995)

## Teatro (parziale)
- La ragazza ruggente di Thomas Middleton e Thomas Dekker. Bristol Old Vic di Bristol (1988)
- Il costruttore Solness di Henrik Ibsen. Theatre Royal di Bristol (1989)
- Master Harold... and the Boys di Athol Fugard. Bristol Old Vic di Bristol (1989)
- Oliver Twist da Charles Dickens. Bristol Old Vic di Bristol (1989)
- Donna Rosita nubile di Federico García Lorca. Bristol Old Vic di Bristol (1990)
- Plaza Suite di Neil Simon. Bristol Old Vic di Bristol (1990)
- Racing Demon di David Hare. National Theatre di Londra (1990)
- Otello di William Shakespeare. Bristol Old Vic di Londra (1990)
- Il vento tra i salici da Kenneth Grahame. National Theatre di Londra (1990)
- L'avaro di Molière. National Theatre di Londra (1991)
- La resistibile ascesa di Arturo Ui di Bertolt Brecht. National Theatre di Londra (1991)
- Murmuring Judges di David Hare. National Theatre di Londra (1991)
- L'agente reclutatore di George Farquhar. National Theatre di Londra (1992)
- Sogno di una notte di mezza estate di William Shakespeare. National Theatre di Londra (1992)
- The Absence of War di David Hare. National Theatre di Londra (1993)
- Amleto di William Shakespeare. Belgrade Theatre di Coventry (1995)
- Rosencrantz e Guildenstern sono morti di Tom Stoppard. National Theatre di Londra, Theatre Royal di Bath (1995)
- The Day I Stood Still di Kevin Elyot. National Theatre di Londra (1998)
- Vassa di Maksim Gor'kij. Noël Coward Theatre di Londra (1999)
- La tempesta di William Shakespeare. Almeida Theatre di Londra (2001)
- Platonov di Anton Čechov. Almeida Theatre di Londra (2001)
- La Fausse Suivante, di Pierre de Marivaux. National Theatre di Londra (2004)
- Il mandato, di Nikolaj Ėrdman. National Theatre di Londra (2004)
- Enrico IV, parte I di William Shakespeare. National Theatre di Londra (2004)
- Enrico IV, parte II di William Shakespeare. National Theatre di Londra (2004)
- Time and the Conways di J. B. Priestley. National Theatre di Londra (2009)
- Il vizio dell'arte di Alan Bennett. National Theatre di Londra (2010)
- After the Dance di Terence Rattigan. National Theatre di Londra (2010)
- Betty Blue Eyes, libretto di Ron Cowen e Daniel Lipman, testi di Anthony Drewe, colonna sonora di George Stiles, regia di Richard Eyre. Novello Theatre di Londra (2011)
- Hedda Gabler di Henrik Ibsen. Old Vic di Londra (2012)
- Re Lear di William Shakespeare. National Theatre di Londra (2014)
- Il re muore di Eugène Ionesco. National Theatre di Londra (2018)
- La pazzia di Re Giorgio di Alan Bennett. Nottingham Playhouse di Nottingham (2018)
- Leopoldstadt di Tom Stoppard. Wyndham's Theatre di Londra (2020)
- Nudi e crudi da Alan Bennett. Nottingham Playhouse di Nottingham (2022)

## Doppiatori italiani
- Stefano De Sando ne Il segreto di Vera Drake
- Enzo Avolio ne Le regole del caos
- Gianni Bersanetti in Piccole donne
- Mino Caprio in The Paradise
- Luigi Ferraro in Delitti in paradiso
- Mauro Gravina in A Very English Scandal
- Guido Sagliocca in Chesil Beach - Il segreto di una notte
- Roberto Stocchi in 1917
- Ambrogio Colombo in Artemis Fowl
- Alessandro Budroni in Sanditon
- Franco Mannella in The Chelsea Detective